# SEAT Córdoba
O SEAT Córdoba é a versão sedã, perua e cupê do SEAT Ibiza, produzido pela fabricante espanhola SEAT. Foi fabricado entre 1993 e 2008, e estava relacionado à segunda e terceira gerações do Ibiza.

## Primeira geração (Typ 6K; 1993)

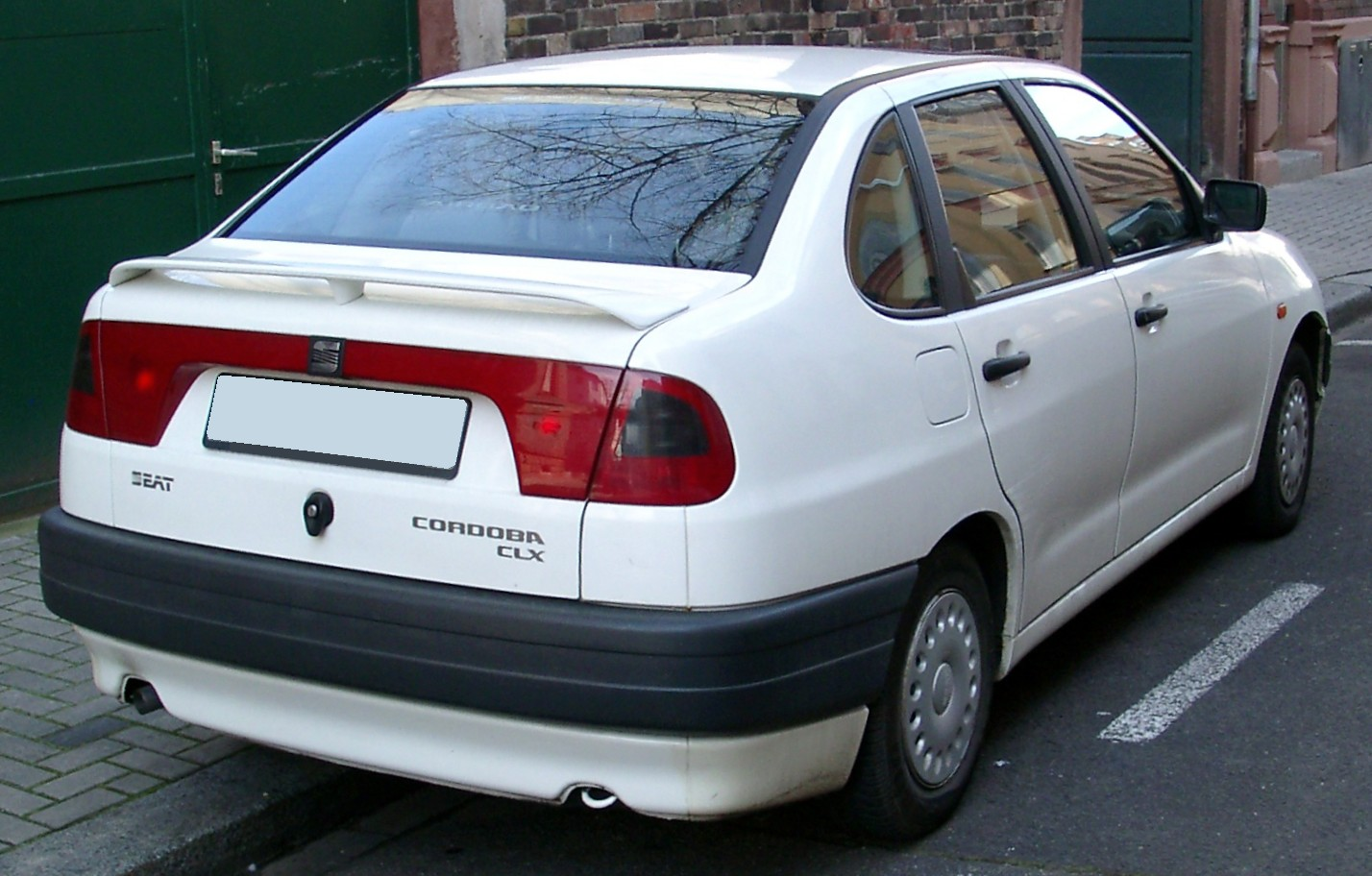
SEAT Córdoba Mk1 (pre-facelift)

A primeira geração do Córdoba foi apresentada no Salão do Automóvel de Frankfurt de 1993 e lançada naquele verão. Projetado pelo italiano Giorgetto Giugiaro, foi baseado no chassi do SEAT Ibiza Mk2.
O veículo tinha um porta-malas com capacidade para 455 litros, que podia ser expandido para até 762 litros rebatendo os bancos traseiros.

### Variantes
Em 1996, a linha Córdoba foi ampliada com um cupê (Córdoba SX) e uma perua (Córdoba Vario).

#### SX
O Córdoba SX era uma versão cupê de duas portas do Córdoba. Ele veio com cinco variantes de motor: 1,6 litro; 1,9 litro turbodiesel; 1,8 litro, 16 válvulas; 2,0 litros, 8 válvulas (que também foi usado no Córdoba GTi); e um 2,0 litros, 16 válvulas. O motor topo de linha fornece 152 cv de potência. O motor ABF de 2,0 litros neste modelo também foi usado no Golf GTi de terceira geração e no primeiro Ibiza Cupra.

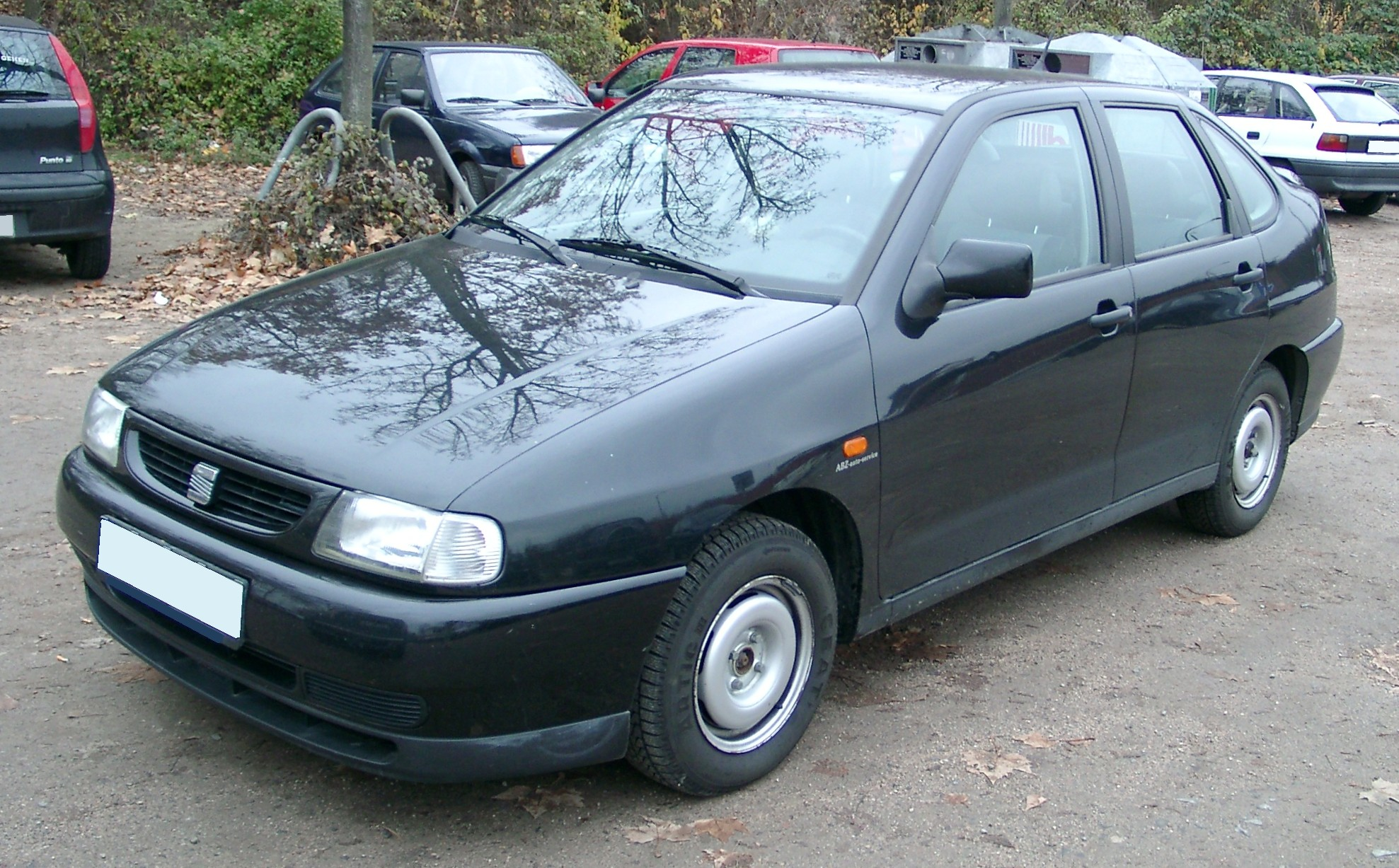
SEAT Córdoba facelift (1996–1999)
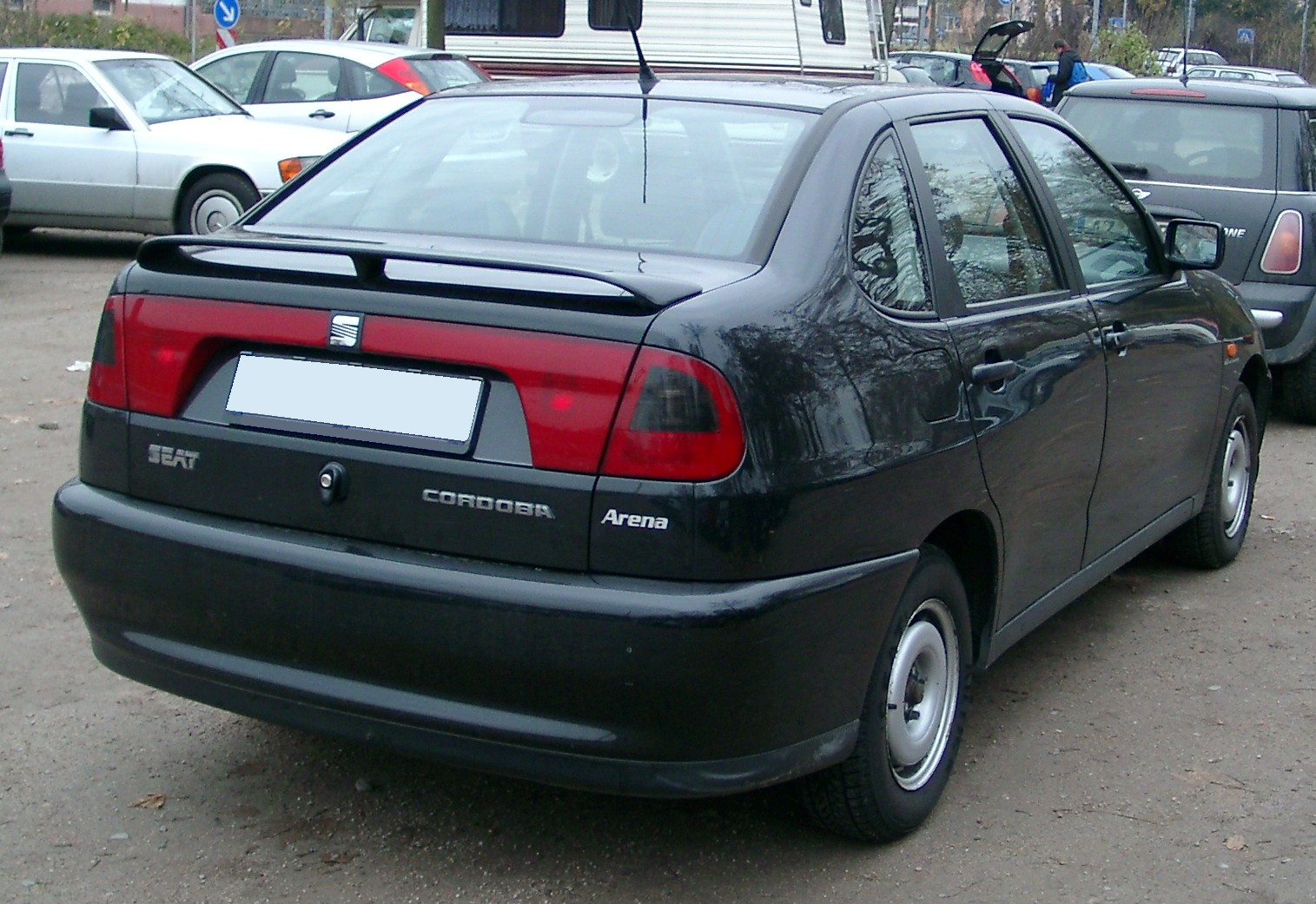
SEAT Córdoba facelift (1996–1999)
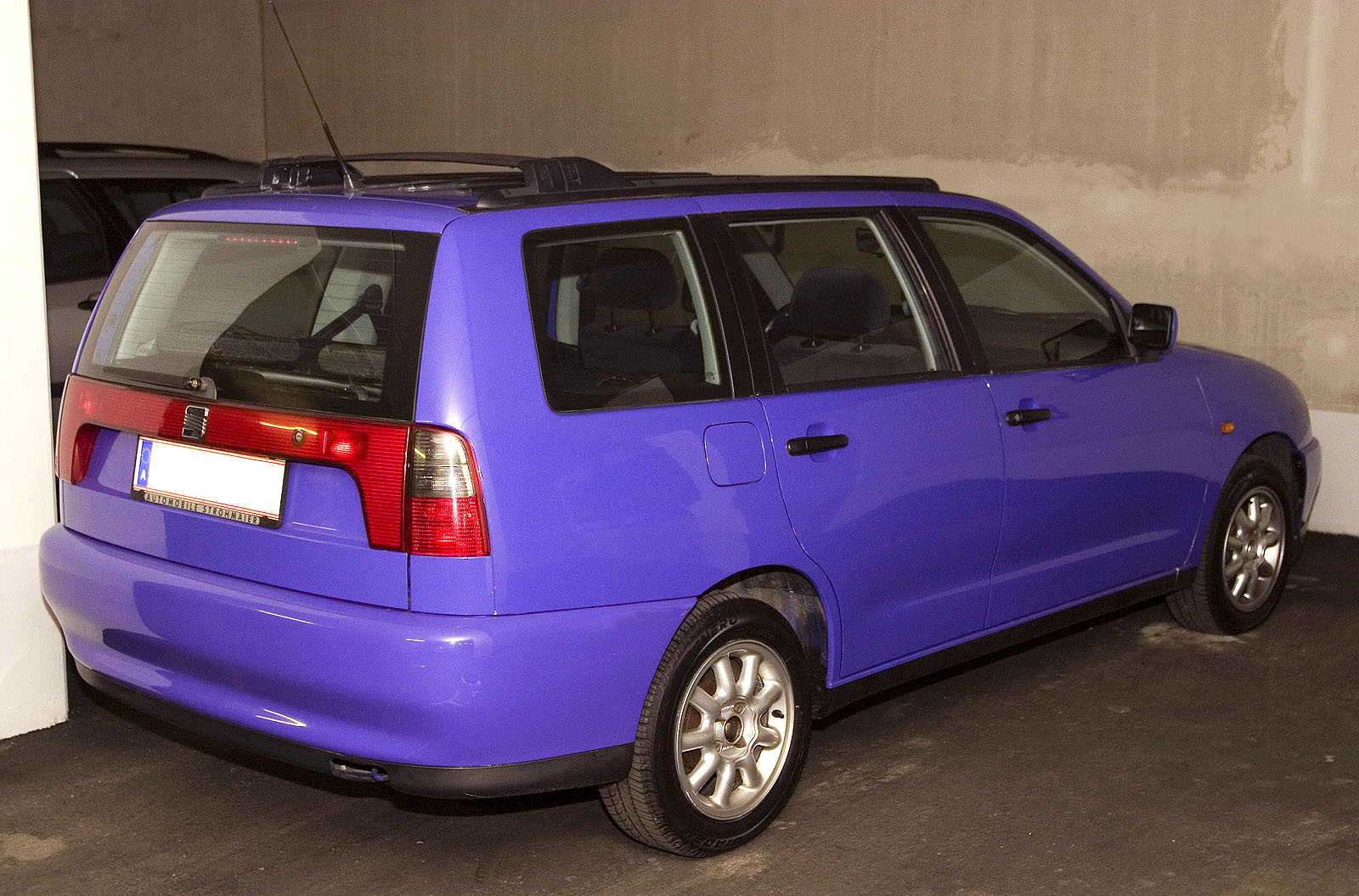
SEAT Córdoba Vario
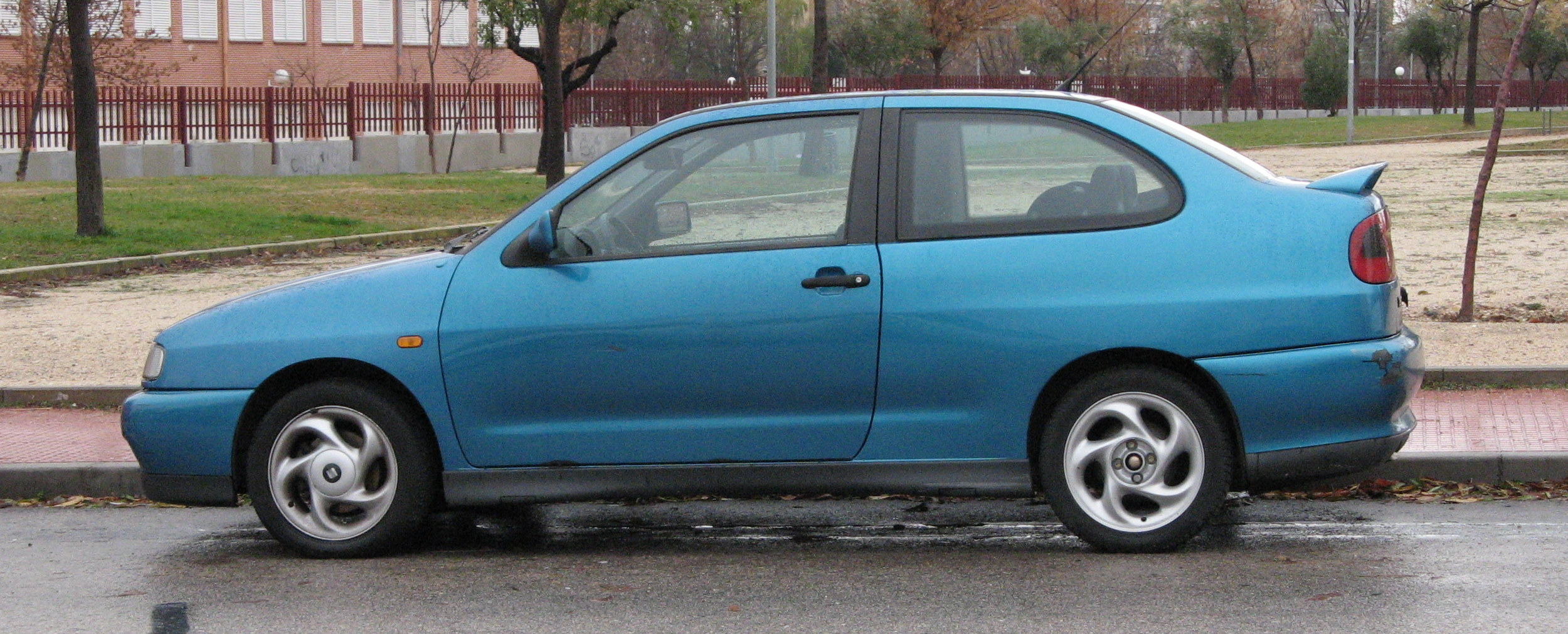
SEAT Córdoba SX Coupé

### Reestilização

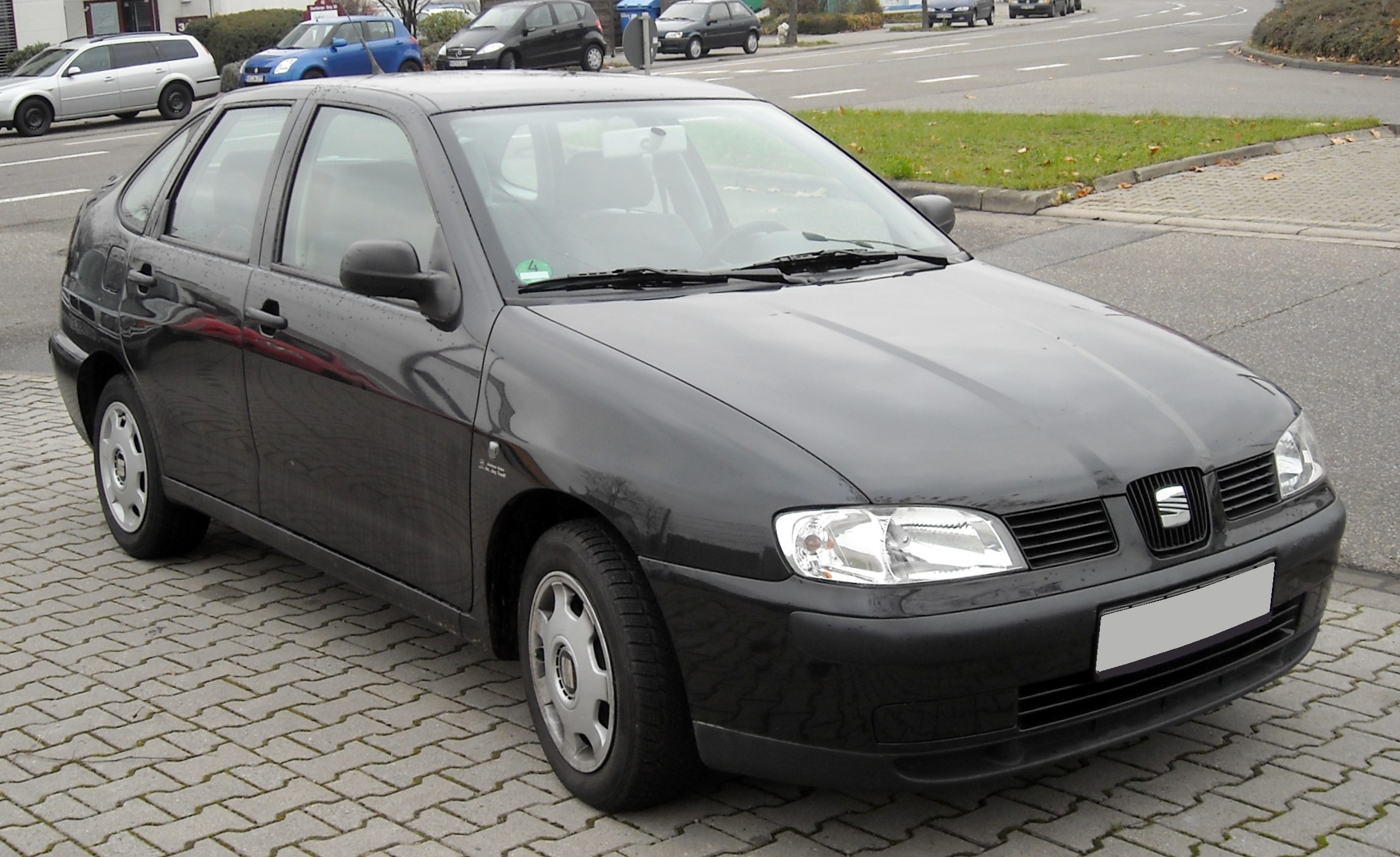
SEAT Córdoba 6K GP01 (1999–2002)
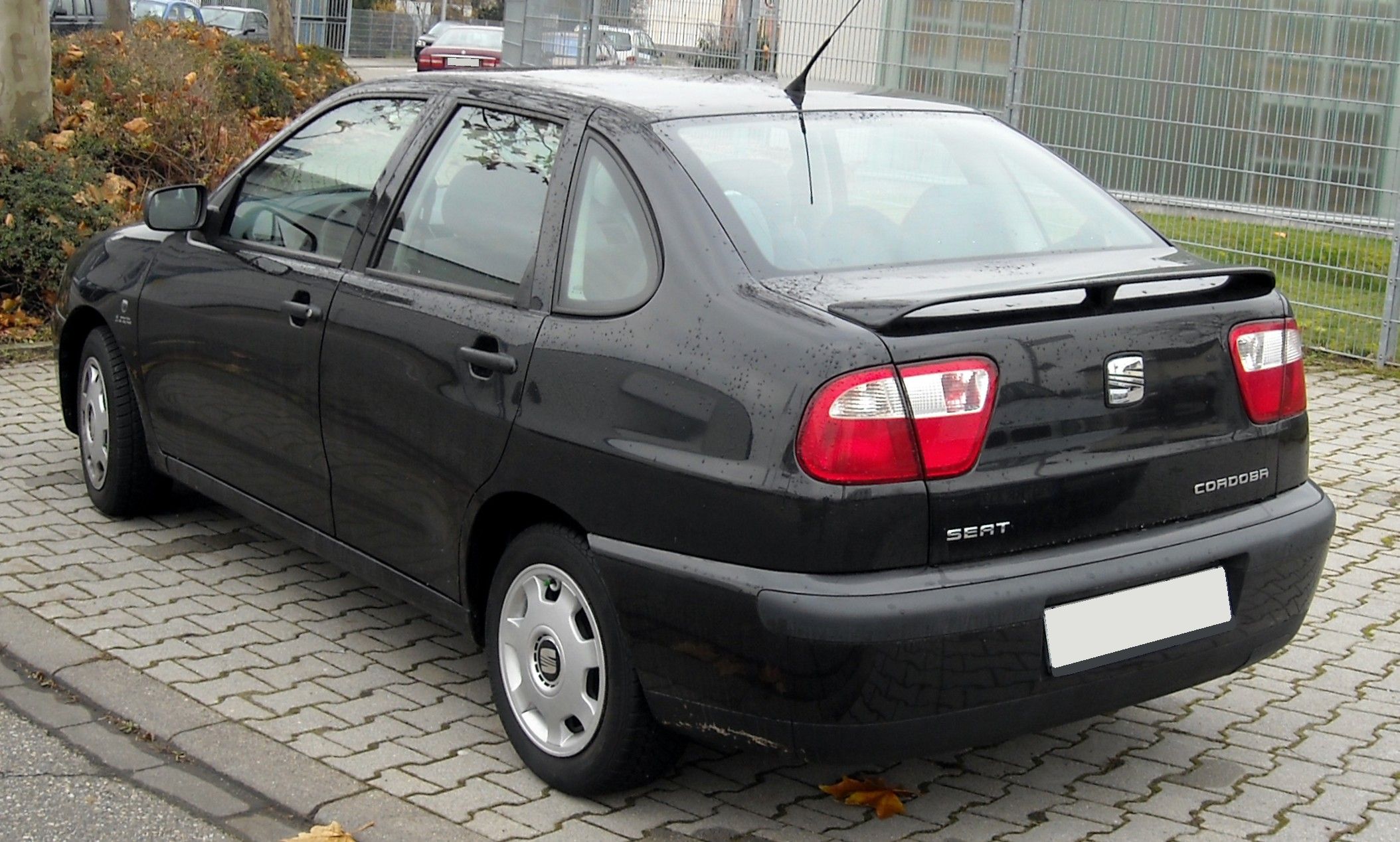
SEAT Córdoba 6K GP01 (1999–2002)
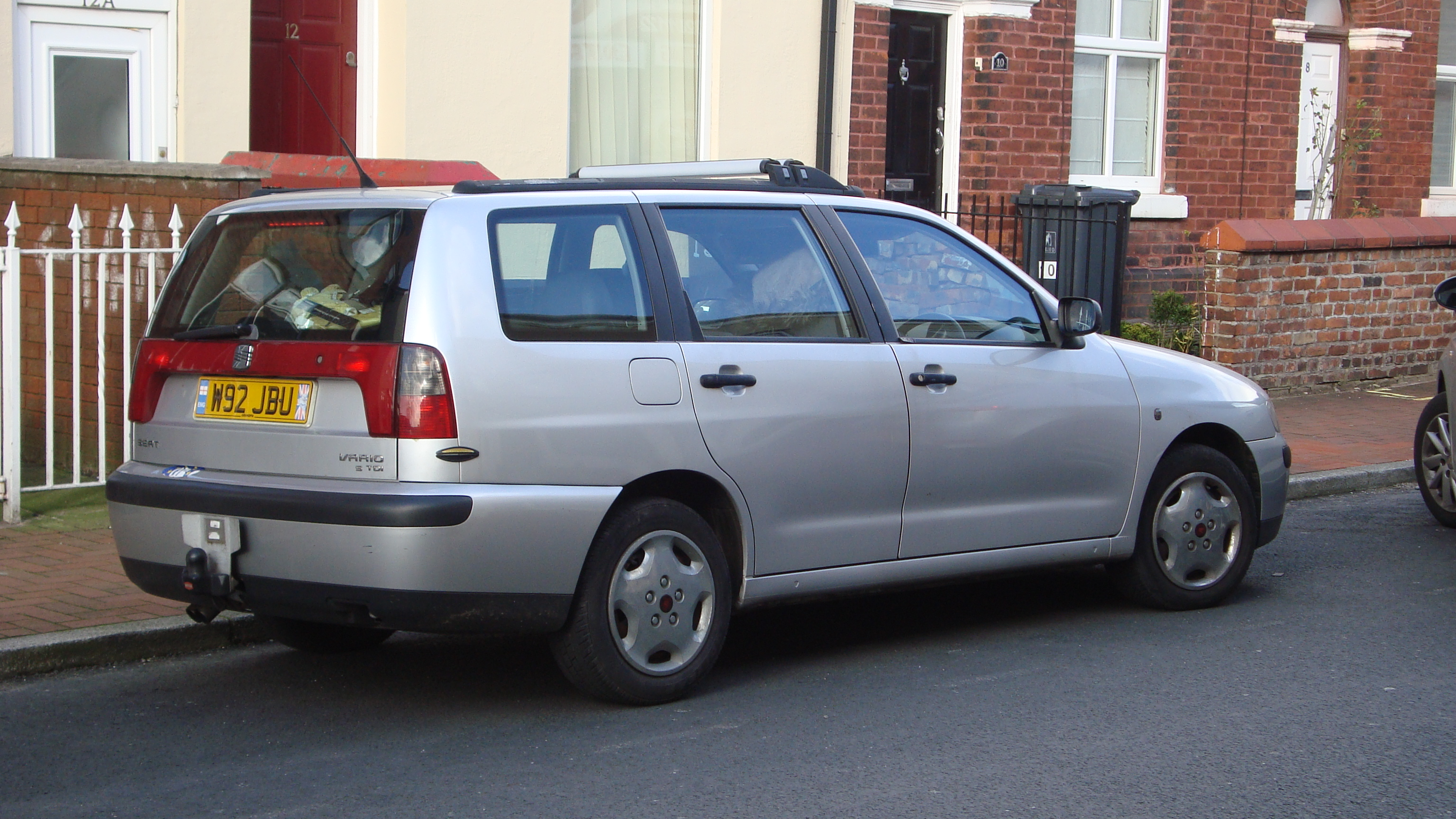
SEAT Vario

O Córdoba foi reestilizado em 1999, com mudanças focadas nos para-choques, faróis, lanternas e grade frontal, bem como no interior, com novos materiais e estofamento. Na linha de motores, o motor ABF de 16 válvulas foi substituído por um motor turbo de 1,8 litro e se juntou à linha Cupra.
A variante de perua "Córdoba Vario" abandonou o "Cordóba" e se tornou simplesmente o "Vario".

### Automobilismo

#### Rali
O Córdoba WRC foi o carro de rali da SEAT no Campeonato Mundial de Rali de 1998 a 2000. Ele apresentava um motor turbo de 2,0 litros e alcançou um total de três pódios.

#### Rallycross
Um Córdoba também foi usado no Campeonato Mundial de Rallycross da FIA. O piloto dinamarquês Dennis Rømer disputou o World RX da Alemanha de 2014, terminando em 40º lugar entre 41 inscritos na fase de aquecimento. Até o momento, esta é, e provavelmente continuará sendo, a única vez que um Córdoba foi usado no Campeonato Mundial de Rallycross. No entanto, o SEAT Ibiza foi usado como uma entrada do fabricante.

### Versões rebatizadas

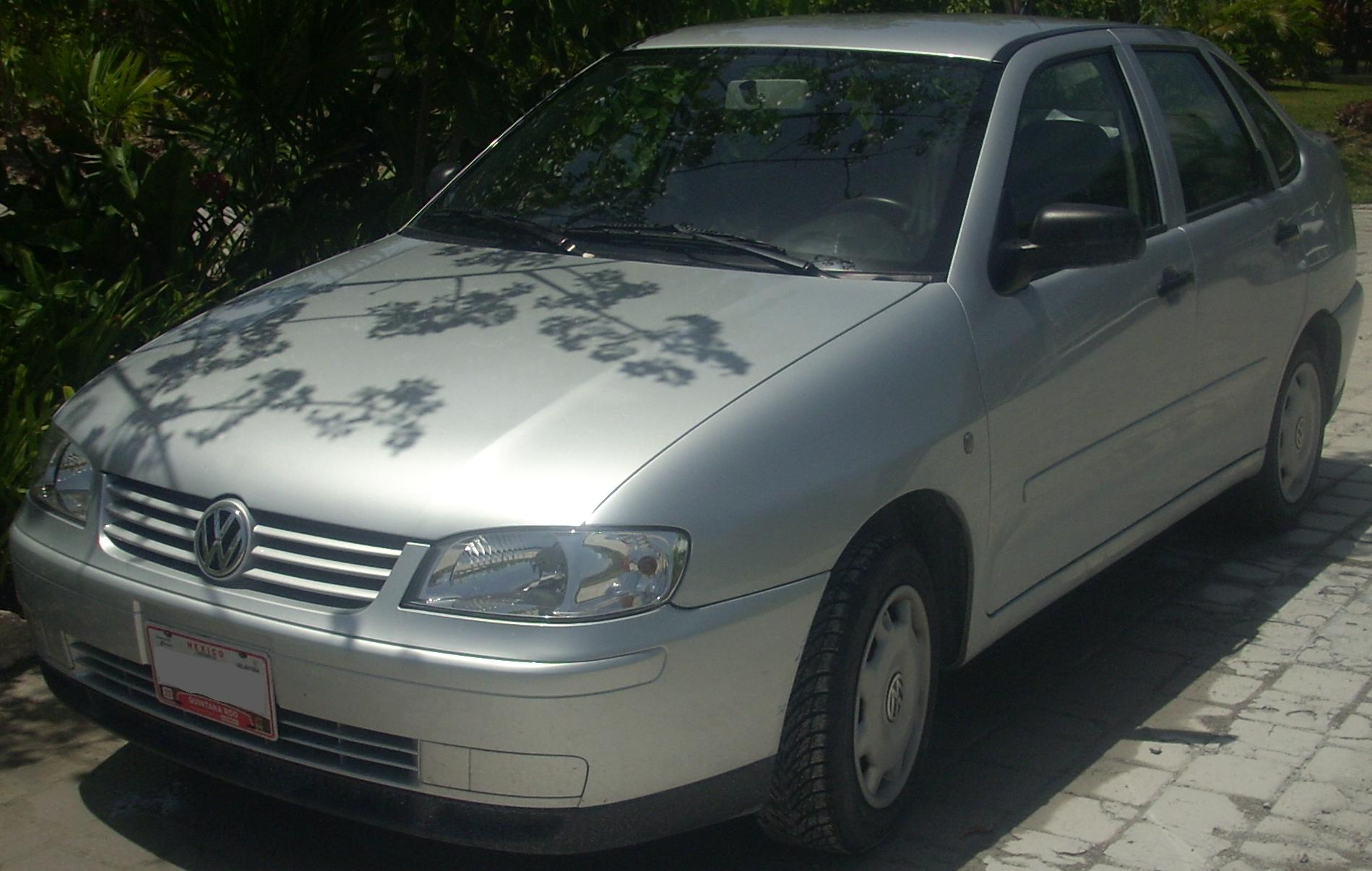
Volkswagen Derby, um SEAT Córdoba Mk1 rebatizado

O contemporâneo Volkswagen Polo Classic (sedã) e sua versão perua eram versões rebatizadas do SEAT Córdoba Mk1 e Córdoba Vario, respectivamente, e não eram baseados no Volkswagen Polo hatchback.
A FAW-Volkswagen, parceira da Volkswagen na China, fabricou o Córdoba Mk1 sob o nome Volkswagen Citi Golf entre 1994 e 2001. O Citi Golf tinha o mesmo exterior do Córdoba pré-facelift e o motor ABD de 1,4 litro era padrão emparelhado com uma caixa de câmbio manual de cinco marchas. Quando era novo em 1995, o preço era de 240.000 yuans.
No México, ele foi rebatizado como Volkswagen Derby. Em 1995, ele foi importado da Espanha, mas o modelo de 1996 foi montado na fábrica de montagem da Volkswagen de México em Puebla, México. Em 1998, o Polo Classic de fabricação espanhola foi introduzido no México como o novo Volkswagen Derby.
O Volkswagen Polo Classic também foi vendido nas Filipinas de 1996 a 1999, e na África do Sul de 1996 a 2002.

## Segunda geração (Typ 6L; 2002)

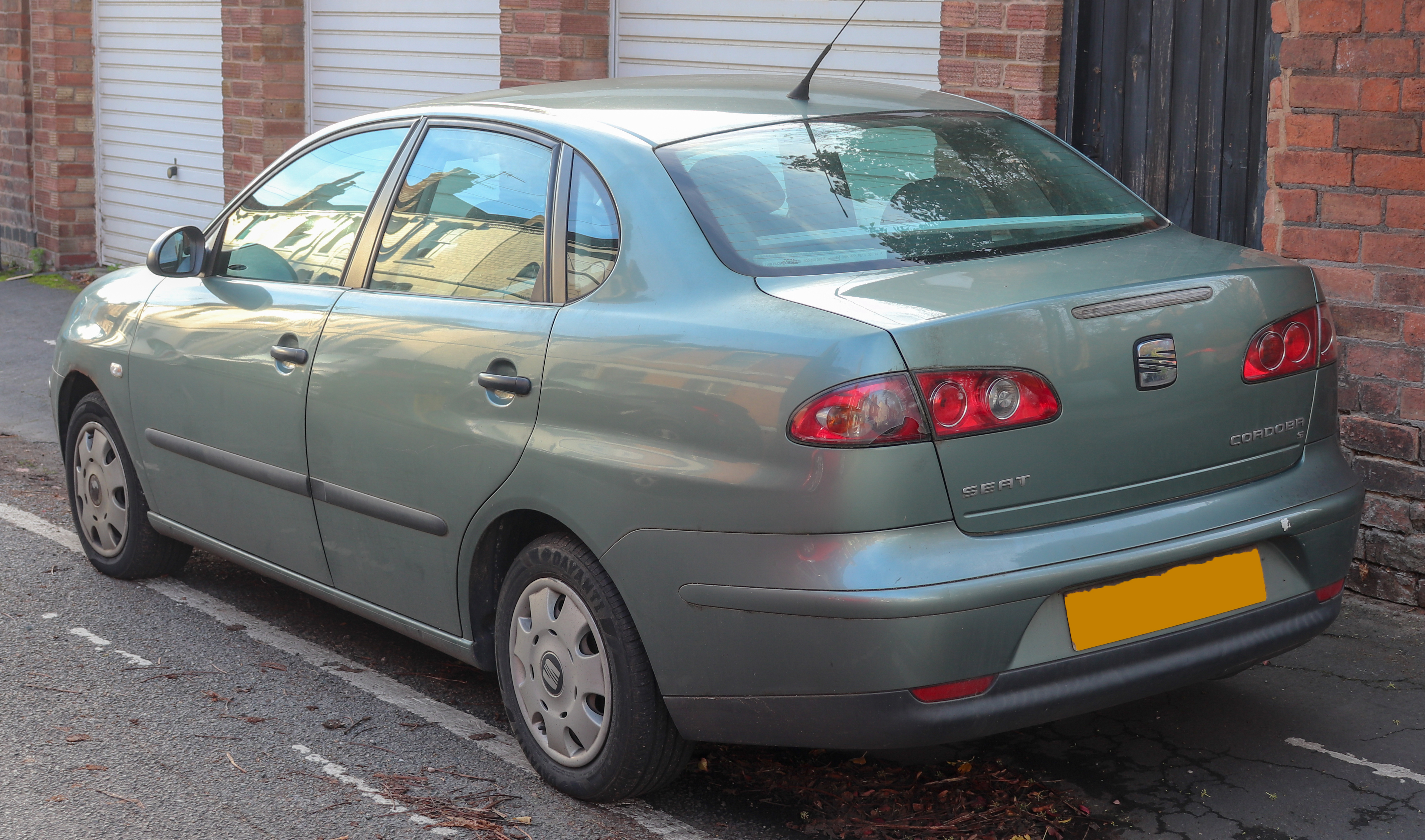
Seat Córdoba (6L)

O Córdoba de segunda geração foi apresentado no Salão do Automóvel de Paris de 2002 como a versão sedã de quatro portas do SEAT Ibiza Mk3 hatchback. O porta-malas tinha capacidade para 485 litros, que podia ser aumentada para 800 litros rebatendo os bancos traseiros. Não foram desenvolvidas versões perua ou cupê da segunda geração.

## Números de vendas e produção
A produção total anual de automóveis SEAT Córdoba, fabricados na SEAT e em outras fábricas do grupo Volkswagen, é apresentada abaixo:
| Modelo               | 1998    | 1999    | 2000   | 2001   | 2002   | 2003   | 2004   | 2005   | 2006   | 2007   | 2008   | 2009  |
| -------------------- | ------- | ------- | ------ | ------ | ------ | ------ | ------ | ------ | ------ | ------ | ------ | ----- |
| Produção anual total | 108.749 | 111.894 | 97.685 | 78.770 | 58.646 | 59.348 | 46.821 | 37.568 | 31.058 | 29.747 | 20.439 | 4.861 |

Foram produzidos um total de 1.034.465 Córdoba.